# Sinopodisma microfurcula
Sinopodisma microfurcula is een rechtvleugelig insect uit de familie veldsprinkhanen (Acrididae). De wetenschappelijke naam van deze soort is voor het eerst geldig gepubliceerd in 2004 door Wang, Li & Yin.